# Raasaka kraftverksdamm
Raasaka kraftverksdamm eller Raasakan vl:n yläallas är en slags sjö vid Ijo älv i kommunen Ijo i landskapet Norra Österbotten i Finland. Sjön ligger 20,4 meter över havet. Arean är 1,45 kvadratkilometer och strandlinjen är 6,57 kilometer lång. Sjön  ingår i Ijo älvs huvudavrinningsområde.   Den ligger omkring 36 kilometer norr om Uleåborg och omkring 570 kilometer norr om Helsingfors. 